# موهس
موهُس (به فنلاندی: Muhos) یک منطقهٔ مسکونی در فنلاند است که در اوستروبوتنیای شمالی واقع شده‌است.